# Мічінмауїда
Мічінмауїда (ісп. вимова: [mitʃinmaˈwiða]) (інші варіанти написання Minchinmávida або Michimahuida) — вкритий льодом стратовулкан, розташований у регіоні Лос-Лагос у Чилі. Знаходиться близько 15 км на схід від вулкана Чайтен і був значно вкритий попелом останнього під час його виверження у 2008 році.  Стратовулкан розташований над регіональною зоною розлому Ліквін-Офкі, а вкритий льодом масив височіє над південною частиною парку Пумалін. Його вершина досягає 2450 метрів над рівнем моря.